# Antoine Sérafini
Antoine Martin Sérafini, né le 10 novembre 1900 à Ajaccio (Corse) et mort dans la même ville le 28 février 1964, est un architecte, homme politique et résistant français.

## Situation personnelle
Antoine Sérafini est le fils de Pierre Sérafini, maçon de profession, et de Livia Pernici, sans profession.

## Parcours professionnel
Il obtient son diplôme d'ingénieur architecte à Marseille et devient l'architecte en chef du département de Corse.

## Résistant
Il s'engage dans la Résistance française dès janvier 1942. Il devient capitaine dans les Forces françaises libres et chef adjoint de Fred Scamaroni à la tête du réseau Action R2. Le 12 juillet 1943, il est condamné par un tribunal militaire à 24 ans de prison. Déporté en Italie, il parvient à s'évader. Son engagement dans la Résistance lui vaut de recevoir plusieurs médailles.

## Parcours politique
Antoine Sérafini entre en politique à l'occasion des élections municipales de 1947. Il est élu conseiller municipal d'Ajaccio sur la liste bonapartiste qui bat le maire communiste sortant Arthur Giovoni. Des dissensions au sein de la majorité municipale conduisent à une crise. Il devient maire le 7 janvier 1949. Proche du général de Gaulle, il se fait élire député à l'occasion des élections législatives de 1951 où il conduit la liste du RPF dans le département.
Très actif au Palais Bourbon, ses votes sont conformes aux consignes des gaullistes. Sur les votes les plus importants, il vote en faveur de la loi Barangé sur l'enseignement privé et contre l'adoption du « plan Schuman » créant la CECA en 1951 ainsi que sur la création de la CED en 1954. Il dépose quatorze propositions de loi durant son premier mandat de député et se consacre au désenclavement et au développement de l'île. Néanmoins, il doit céder son siège de maire après les élections municipales de 1953. Il perd ensuite son siège de député lors des élections législatives de 1956 à la suite de la dissolution décidée par Edgar Faure le 1er décembre 1955.
Il fait partie des meneurs du Comité de salut public d'Ajaccio en mai 1958. Il renonce à se présenter aux élections législatives de 1958 mais retrouve le fauteuil de maire lors des élections municipales de 1959. Son deuxième mandat de maire est marqué par le rapatriement de Pieds-noirs dans la cité impériale et par un essor démographique important. Il se présente aux élections législatives de 1962, le maire de Calvi Jean Orabona étant son suppléant, où il est élu dès le premier tour. Néanmoins, le Conseil constitutionnel décide d'invalider son élection à la suite d'irrégularités concernant le vote par correspondance. Il remporte le scrutin partiel le 31 mars 1963. Il est peu présent au Palais Bourbon pour raison de santé.

## Décès
Le député/maire meurt le 28 février 1964 au centre hospitalier d'Ajaccio dès suites d'un cancer.

## Détail des mandats et fonctions
- Conseiller municipal d'Ajaccio (1947-1949 et 1953-1959)
- Maire d'Ajaccio (1949-1953 et 1959-1964)
- Conseiller général de la Corse (1951-1958)
- Député de Corse (1951-1955)
- Député de la 1re circonscription de la Corse (1962-1964, avec interruption entre février et mars 1963)

## Décorations
- Croix de guerre 1939–1945[2]
- Médaille de la Résistance française, avec rosette[2]
- Médaille des évadés[2]